# 貝迪亞·埃爾坦
貝迪亞·埃爾坦（土耳其語：Bedia Özgökçe Ertan；1975年1月6日—）是土耳其庫德族政治人物，為人民民主党黨員，曾任土耳其大國民議會議員與凡城市長。

## 生平
貝迪亞·埃爾坦於1975年出生於凡城，畢業於伊茲米爾的度库兹埃路尔大学法學院，隨後在非政府組織土耳其人權協會凡城分會參與工作。
2004年土耳其地方選舉中，埃爾坦代表民主人民黨參選，當選進入凡城市議會。2015年11月土耳其大選中她代表人民民主党當選凡城選區的國會議員，2018年3月她反對土耳其對敘利亞的軍事行動。2018年土耳其大選中她成功連任國會議員。
2019年土耳其地方選舉中，埃爾坦當選凡城市長，但同年8月19日她與同黨的迪亞巴克爾市長阿德南·米茲拉克勒和馬爾丁市長艾哈邁德·土爾克被控與庫爾德工人黨有牽連而一起遭解職，引發各地民眾抗議。她隨後被控「參與恐怖組織」，面臨高達30年有期徒刑的刑期。此前埃爾坦已先後7次被控「為恐怖組織宣傳」。
2020年11月，有報導指埃爾坦已流亡至希臘，且其土耳其護照已被註銷。